# Afotička zona
Afotička zona (prema grčkom ἀ- bez φῶς- svjetlo, "bez svjetla"), prostor u morima, oceanima i kopnenim stajaćicama koji je neosvjetljen, stoga u njemu nije moguć proces fotosinteze, pa je to ujedno neproduktivni ili trofolitički sloj. 
Afotička zona obično počinje na dubini od 200 m u morima, dok je u jezerima ta dubina manja. Za afotičku zonu je specifičan potpuni mrak.
Dok većina oceanske biomase živi u fotičkoj zoni, većina oceanske vode leži u afotičnoj zoni. Bioluminiscencija je obilnija od sunčeve svjetlosti u ovoj zoni. Većina hrane u ovoj zoni dolazi od mrtvih organizama koji potonu na dno jezera ili oceana iz nadzemnih voda.
Na dubinu afotične zone mogu u velikoj mjeri utjecati stvari kao što su zamućenost i izmjene godišnjih doba. Afotična zona nalazi se ispod fotičke zone, a to je onaj dio jezera ili oceana na koji izravno utječe sunčeva svjetlost.
Iako se fotosinteza ne može odvijati u afotičnoj zoni, nije neobično tamo naći obilje fitoplanktona. Neobična i jedinstvena bića žive u ovom prostranstvu, poput jegulja, divovskih liganja i udičarki. Neki se organizmi u afotičkoj zoni uopće ne oslanjaju na sunčevu svjetlost. Životne zajednice oko hladnih izvora oslanjaju se na mikroorganizme koji oksidiraju metan kako bi opskrbili druge mikroorganizme energijom.